# Parascepsis solox
Parascepsis solox är en fjärilsart som beskrevs av Paul Dognin 1923. Parascepsis solox ingår i släktet Parascepsis och familjen björnspinnare. Inga underarter finns listade i Catalogue of Life.